# شين فيرغوسون
شين كيفن فيرغوسون (بالإنجليزية: Shane Kevin Ferguson)‏ وهو لاعب كرة قدم أيرلندي شمالي في مركز الظهير الأيسر ولد في يوم 12 يوليو 1991 في مدينة ديري في إيرلندا الشمالية وهو يلعب حالياً مع نادي نيوكاسل يونايتد وسبق له اللعب مع برمنغهام سيتي ونادي ديري سيتي ولعب مع منتخب أيرلندا الشمالية لكرة القدم ويبلغ طوله 178 سم.

## روابط خارجية
- شين فيرغوسون على موقع الاتحاد الدولي (مؤرشف)  (الإنجليزية)
- شين فيرغوسون على موقع الاتحاد الأوربي (الإنجليزية)
- شين فيرغوسون على موقع قاعدة بيانات كرة القدم.إي يو (الإنجليزية)
- شين فيرغوسون على موقع ناشيونال فوتبول تيمز (الإنجليزية)
- شين فيرغوسون على موقع Soccerbase.com (لاعب) (الإنجليزية)
- شين فيرغوسون على موقع Soccerway.com (الإنجليزية)
- شين فيرغوسون على موقع عالم كرة القدم.نت (الإنجليزية)
- شين فيرغوسون على موقع AS.com (الإسبانية)